# Georg Michael Kerschensteiner
Georg Michael Kerschensteiner (29. juli 1854 – 15. januar 1932) var en tysk pædagog. Kerschensteiner blev (ved siden af Jean-Jacques Rousseau) én af de første, der indså betydningen af egne erfaringer i al undervisning. Han fremhævede de manuelle færdigheders værdi overfor den intellektuelle dannelse, og i fortsættelse deraf arbejdede han for opprioritering af naturvidenskaber og kunst som fag i skolen. 
Han gik ind for, at eleverne bør lære på egen hånd, ikke kun lytte til foredrag. De må have mulighed for at lære ved at opleve de virkelige ting og processer, mens den leksikale paratviden kan træde i baggrunden. Endelig lagde han vægt på, at uddannelsen til demokratisk samfundsborger lige med fordel kan foregå sammen med den faglige oplæring.

## Værker
- Die staatsbürgerliche Erziehung der deutschen Jugend (1901)
- Grundfragen der Schulorganisation (1907)
- Der Begriff der Arbeitsschule (1912)
- Charakterbegriff und Charaktererziehung (1912)
- Wesen und Wert des naturwissenschaftlichen Unterrichts (1914)
- Grundaxiom des Bildungsprozesses und seine Folgerungen für die Schulorganisation (1917)
- Die Seele des Erziehers und das Problem der Lehrerbildung (1921)
- Autorität und Freiheit als Bildungsgrundsätze (1924)
- Theorie der Bildung (1926)
- Pädagogik der Gegenwart in Selbstdarstellung, 1 (1926)